# Hemithyrsocera denticauda
Hemithyrsocera denticauda es una especie de cucaracha del género Hemithyrsocera, familia Ectobiidae.

## Distribución
Esta especie se encuentra en Indonesia.